# Satanisme théiste
Pour les articles homonymes, voir Satanisme.
 (mai 2025).
Si vous disposez d'ouvrages ou d'articles de référence ou si vous connaissez des sites web de qualité traitant du thème abordé ici, merci de compléter l'article en donnant les références utiles à sa vérifiabilité et en les liant à la section « Notes et références ».
 (mai 2025).
Améliorez-le ou discutez des points à vérifier. 

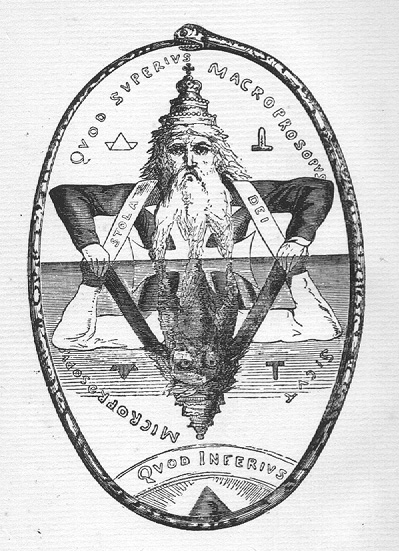
Une représentation de la dualité sataniste Dieu/Satan ou Thèse/Antithèse.

Le pentagramme inversé, avec le Baphomet, est le plus notable et répandu symbole du satanisme

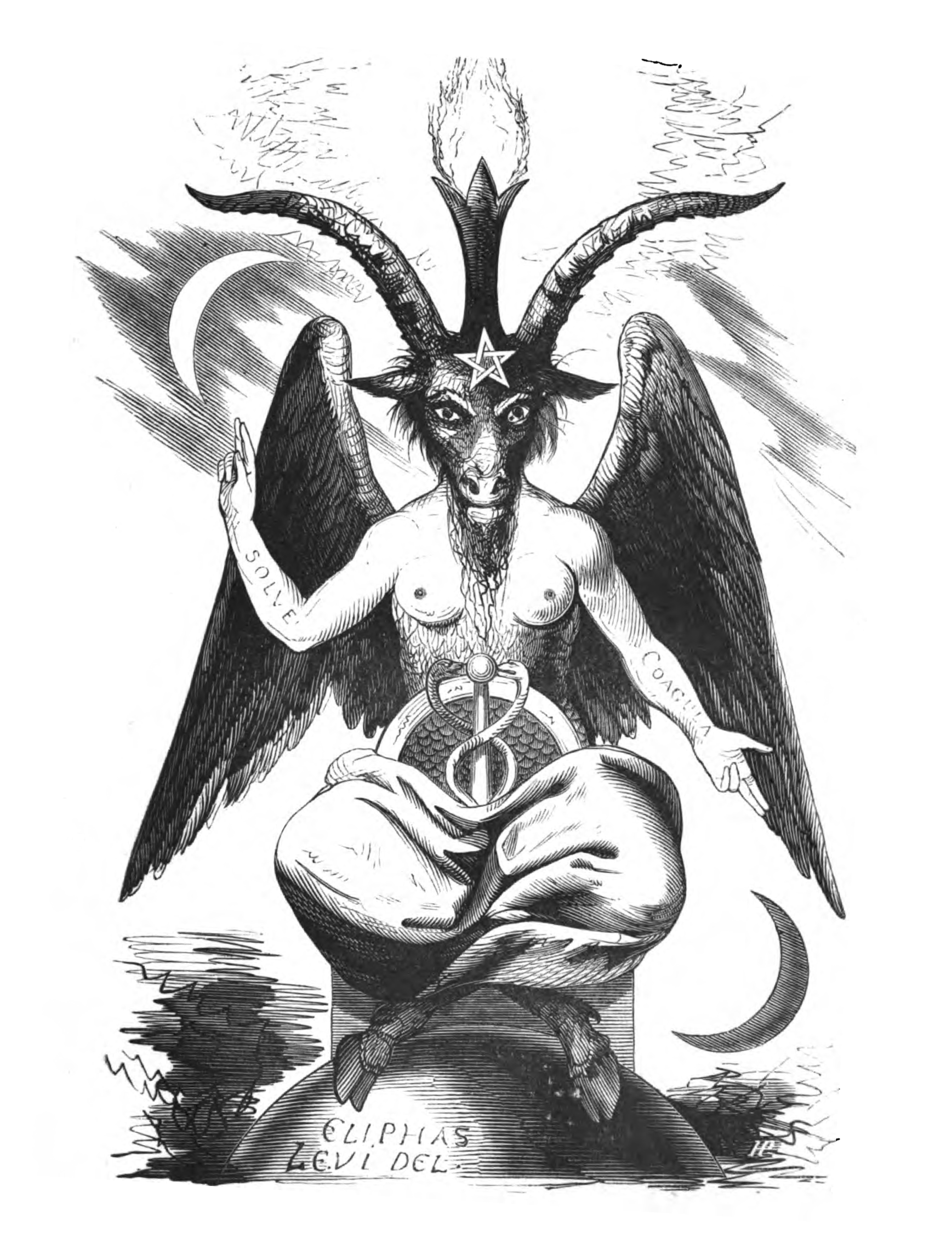
Le Baphomet par Éliphas Lévi, est le plus notable et répandu symbole du satanisme avec le pentagramme inversé.

Le satanisme classique, satanisme théiste, satanisme traditionnel, ou encore « satanisme spirituel » est un ensemble de cultes[réf. nécessaire] qui vénèrent Satan en tant que Dieu ainsi que les anciens anges déchus. Les satanismes classiques incluent dans leurs conceptions religieuses et philosophiques des notions de lucentisme et n'assimilent pas nécessairement la figure de Lucifer à Satan. Ils considèrent Satan comme étant la face opposée de Dieu, par son côté sombre et destructeur. Lucifer est vu dans les satanismes originels comme un ange déchu et non pas comme la figure personnifiée de Satan qui selon eux, à l'image de Dieu, n'a pas de forme humaine.
Le satanisme a une image assez sombre car il soutient l'idée que la puissance de la lumière ne peut pas exister sans la puissance de l'obscurité.
Les satanismes théistes parfois nommés sheitanisme dans les traditions arabes sont à différencier du satanisme Las Veyen, plutôt politique que religieux, qui assimile Satan aux forces de la nature.
Les satanismes théistes ou classiques tirent leur origines dans certains textes de la Bible, dont ceux parlant de la Bête de l'Apocalypse, dans le culte de Samaël issu de la tradition talmudiste, dans le culte du Typhon-Baphomet d'origine maçonnique et dans le sethianisme ou culte égyptien de Seth. Le satanisme gnostique considère le demiurge Ialdabaôth comme une figure importante de sa "théologie". Certains satanismes contemporains considèrent eux les mystères d'Eleusis et les mystères de Pan comme des piliers de leur croyance. 
"Satan" signifiant en hébreu "l'adversaire", le mot "satanisme" peut aussi plus simplement décrire pour certains certaines positions intellectuelles et philosophiques opposées aux leurs sans aucune référence à une religion en particulier.

## L'Ange déchu, le Serpent, Satan, Lucifer
Ne doit pas être confondu avec Luciférisme.
Le chef des anges déchus est fréquemment appelé Lucifer, sans qu'aucun texte de l'Ancien Testament ou du Nouveau n'utilise ce nom.

### Porteur de Lumière, étoile du matin
En latin, lux, luci- signifie « lumière » et fer, « porteur »,, et le nom d'étoile du matin lui est donné, sans qu'il ne soit fait de lien avec Satan.
Depuis Satan est ainsi nommé Lucifer dans de nombreux écrits postérieurs à la Bible, notamment dans le texte de John Milton, Le Paradis perdu (7.131-134, parmi d'autres). Selon Milton, Satan était le plus brillant parmi les légions des anges, plus brillant même que les étoiles autour de lui.
L'assimilation à Lucifer provient du fait que Vénus était appelée « astre du matin », expression rappelant celle d'Isaïe. Ainsi, Jérôme de Stridon, vers  408, utilise le terme « Lucifer » pour traduire dans sa Vulgate l'hébreu HêYLêL du passage d'Isaïe. HêYLêL (ou HYLYL dans l'un des manuscrits de la mer Morte) vient de la racine HâLaL (« briller, luire » mais aussi « vouloir briller, se vanter, extravaguer ». Les lexicographes Brown, Driver et Briggs, ainsi que Koehler et Baumgartner le traduisent par shining one (« celui qui brille »), qu'ils interprètent comme « étoile du matin. » Dans la Septante, on lit ὁ ἑωσφόρος ὁ πρωὶ ἀνατέλλων, qui signifie « le porteur d'aurore, celui qui se lève le matin » désigne également le Christ dans l'évangile selon Matthieu. L'étymologie grecque de  Lucifer, Φωσφόρος (Phosphoros), est « porteur de lumière ».

Un Sigil (sceau) de Lucifer que l'on trouve dans le livre Grimorium Verum, un grimoire du XVIIIe

### Serpent
L'ange rebelle fut assimilé au Serpent de la Genèse et au Satan du Livre de Job et du premier livre des Chroniques. Satan, est le roi des « démons » qui sont les anciens anges qui, avec lui, se sont révoltés et ont chuté, devenant les ennemis de l'humanité et de Dieu. Dans la tradition sataniste gnostique, le serpent à tête de lion Ialdabaôth est assimilé au Serpent nommé Satan dans la Genèse, tout comme le serpent Apopis.

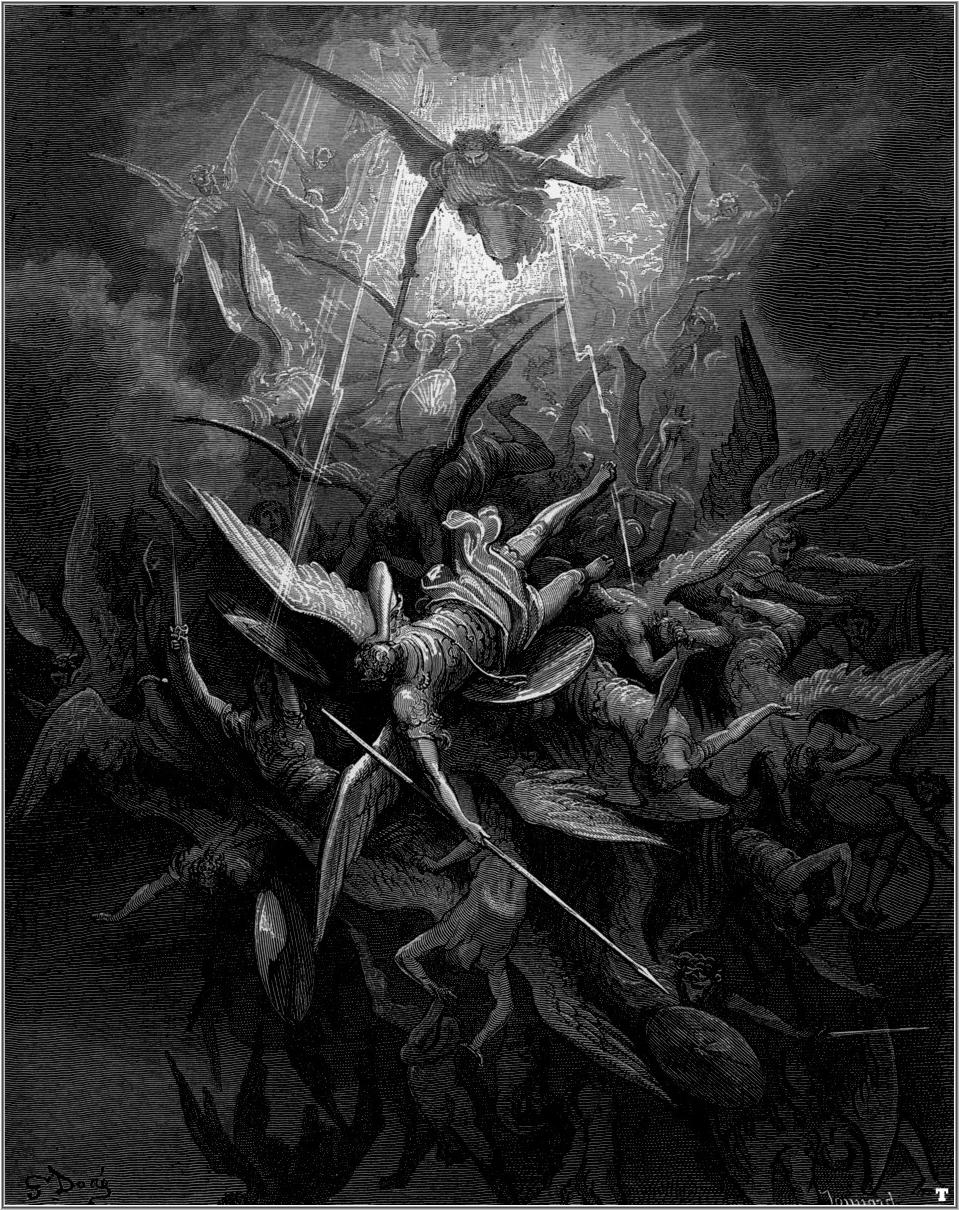
illustration de Gustave Doré
pour Le Paradis perdu
de John Milton (1866)

## Doctrine
Le sataniste traditionnel croit en Satan tel qu'il apparaît dans la Bible, mais met en avant son rôle de Porteur de Lumière, sous le titre de Lucifer (du latin lux, « la lumière » et fere, « porter »). Il honore ainsi ce Premier parmi les anges déchus du Paradis, prince du monde ici-bas (Évangile selon Jean, versets 12 à 16) comme son dieu personnel. Le sataniste théiste pratique des rituels dans un but d’élévation spirituelle ainsi que pour faire avancer son royaume sur Terre. Le principe sataniste est Tzaddi, et figure dans l'arcane 18 du tarot, dans la lutte entre les opposés, entre le chien blanc et le chien noir. Tandis que le principe de Satan figure dans l'arcane 15.
Le satanisme traditionnel, souvent très lié au gnosticisme et à l'ésotérisme (plus particulièrement à la magie noire et à la goétie), puise ses sources dans différentes civilisations : mésopotamienne, babylonienne, égyptienne ainsi que dans la longue lignée de mages et occultistes ayant emprunté la voie de « la main gauche ». C'est ainsi qu'il progressa et se développa au cours des siècles.

Bien qu'il soit soumis aux lois du monde comme les autres religions, le satanisme n'obéit à aucun commandement car pour lui, seul l'Amour est la loi, l'amour sous la volonté de la conscience.
« Invoque-moi sous mes étoiles ! L’amour est la loi, l’amour sous la volonté. Ni ne laisse les fous se méprendre sur l’amour ; car il y a amour et amour. Il y a la colombe, et il y a le serpent. Choisissez bien ! Lui, mon prophète, a choisi, connaissant la loi de la forteresse, et le grand mystère de la Maison de Dieu. Toutes ces vieilles lettres de mon Livre sont correctes ; mais Tzaddi n’est pas l’Étoile. Cela aussi est secret ; mon prophète le révélera aux sages »,.
Certains mouvements satanistes athéistes ou agnostiques agissent uniquement selon la maxime « Sans Amour, sans Haine et sans Loi. ». Ils revendiquent leur libre arbitre personnel à partir de l'expression naturelle de leur Ego, de leur Moi éternel ou Conscience individuelle. Les satanistes théistes considèrent que Satan fait partie intégrante de leur être et que leur dieu individuel, daimon ou demiurge s'exprime dans le monde à travers lui. Leurs mystères se rapprochent de ceux du Mephistophélès du Faust de Goethe. 
«Les Satanistes se croisent mais ne se rencontrent pas, ils se reconnaissent mais ne se connaissent pas.» 
Le satanisme se réunit ou se regroupe en trois idéologies ou courants philosophiques: 
- Le satanisme de la Voie de la main gauche (de gauche)
- Le satanisme de la Voie de la main droite (de droite)
- Le satanisme de la Voie du milieu (du centre)

Ils se divisent aussi en deux groupes, parfois opposés dans leurs conceptions métaphysiques:
- Le satanisme du Haut-monde (plutôt spirituel)
- Le satanisme du Bas-monde (plutôt matériel)

Ces trois voies spirituelles, parfois politiques, forment dans leur ensemble le satanisme originel, permettant d'accéder au Mythe de Satan. Certains satanistes choisissent, selon leurs préférences et affinités spirituelles, l'une ou l'autre voie. Satan est considéré comme l'expression matérielle et physique de la force universelle et cosmique de Dieu-Satan. Dans le satanisme gnostique, Lucifer est assimilé au dieu ou roi des enfers du centre de la terre, c'est aussi le prince de ce bas monde. Alors que Satan est le centre physique et métaphysique du système solaire, il est 666 le Nombre de la Bête, le Nombre Solaire. Lucifer tourne autour de Satan et répond à ses ordres au moyen de ses légions d'archidémons et de démons. D'après la Bible, les satanistes portent symboliquement la marque de la Bête sur le front ou sur la main droite.
Satan-dieu est l'intelligence qui régit l'aspect chaotique et destructeur de l'univers alors que Dieu-satan régit l'aspect ordonné et créateur au moyen d'archanges et d'anges. Satan agit sur l’aspect négatif de l'univers et Dieu sur l'aspect positif. Ils sont unis de manière neutre et éternelle et forment ensemble l'indissociable dualité.
La majorité des satanistes contemporains répondent à l'ordre mystique de satan, l'église de satan, ou du temple de satan et pratiquent la magie noire de Seth ou magie du temple de saturne. Cette magie issue de la Grèce antique et de la terre noire d’Égypte est principalement originaire des anciens temples égyptiens de Seth. Dans la kabbale sataniste, Satan est l'arbre menant à la connaissance, le fruit défendu, il représente l'arbre des Qliphoth.
Parmi les éléments doctrinaux, on peut trouver l'exigence de conclure un pacte avec le diable.

## Historique
Les origines du satanisme sont liées aux différents courants des débuts du christianisme, regroupés sous le terme de « gnosticisme » ou « ésotérisme » qui trouvent leurs origines dans les croyances des civilisations antiques du Proche-Orient et de l'Europe. Dans cette optique le terme de satanisme désigne les croyances qui s'acharnent à détruire la doctrine officielle de l’Église chrétienne à l'intérieur même du contexte géographique et culturel chrétien.
Durant le Moyen Âge en Europe, on appelle le satanisme sabbat ou sabbat des sorcières et semble être pratiqué exclusivement en dehors des villes, à la campagne par les classes paysannes.
La première mention d'un sabbat urbain en France, désormais appelé satanisme, date selon Massimo Introvigne du XVIIe siècle et de « l'affaire des poisons » dans laquelle sont impliqués des proches de Louis XIV. Des morts suspectes, dues aux poisons de l'avorteuse La Voisin et de son acolyte l'abbé Guibourg. Le satanisme existe désormais au cœur de la capitale et au cœur du pouvoir. Introvigne indique que des messes noires sont pour la première fois avérées en ville, liées à des rassemblements sataniques dans la chapelle de l'abbé Guibourg. Les produits des avortements, les fœtus morts, seraient utilisés lors de messes noires. Des infanticides auraient également eu lieu en présence de membres de l'aristocratie.
Des choses similaires ont lieu ailleurs en Europe à la même période, en Angleterre (Dead fire club), Russie, Italie. L'Europe chrétienne génère aussi une Europe anti-chrétienne.
La Révolution française sera qualifiée par Joseph de Maistre d'« intégralement satanique, consubstantiellement satanique, elle représente le mal » générée par ce qui représente le mal pour les catholiques monarchistes : la philosophie des Lumières, le rationalisme, puis la franc-maçonnerie.
À cette époque des écrits sont publiés afin d'établir les origines de ces « influences néfastes » en France et en Allemagne. (cf. Les écrits de l'abbé Fiard de Dijon, « La France trompée par les magiciens et démonolâtres du XVIIIe siècle, influence des maçons, des illuminés et des ventriloques », Joseph Görres, « La mystique divine, naturelle et diabolique », « Mœurs et pratiques du démon de Gougenot des Mousseaux », « Les rapports de l'homme avec les démons » de Joseph Bizouard, cités par François Angelier).
Eugène Vintras et l'abbé Joseph-Antoine Boullan prétendront connaître le démon et les moyens de lutter contre lui (notamment en péchant à la place des pécheurs).
Cette atmosphère est le terreau de croyances diverses qui, au XIXe siècle, peuvent être rapprochées de près ou de loin de manifestations sataniques rappelant la profusion des débuts de l'ère chrétienne que nous nommons plus haut « ésotérique » ou « gnostique » :
- le paraclétisme de Joachim de Flore est réinvesti à cette époque qui se voit comme l'émergence du règne de l'esprit (après la fin du règne du père et du règne du fils qui vient de tomber selon les joachimites) ;
- les apparitions de la Vierge générées par la lutte anti-satanique ;
- le naundorffisme, qui désigne le courant des partisans de Karl Wilhelm Naundorff, le plus célèbre des personnages qui ont prétendu être Louis XVII (ce qu'on appelle le survivantisme). Naundorff, connu surtout comme le plus célèbre des « faux Louis XVII », a aussi essayé de fonder une nouvelle religion.

## Dénonciations
En 1908, Paul Copin-Albancelli dénonce certaines sociétés maçonniques dont il a étudié les statuts qui professent le satanisme sous la forme d'un culte à Lucifer, et dont les ateliers ne travaillent pas, selon lui, la formule « à la gloire du Grand Architecte de l'Univers » mais selon la sentence « Gloire et amour à Lucifer ! Haine ! Haine ! Haine! au Dieu maudit ! maudit ! maudit ! » et pratiquant la luxure et l'assassinat rituel dont il affirme que cela ne concerne qu'un nombre réduit de membres.
Roger Morneau dénonce et partage son expérience dans plusieurs ouvrages au sein du satanisme élitiste[Quoi ?] durant sa jeunesse à Montréal, jusqu'en 1946, date à laquelle il se convertit au protestantisme au sein de l'Église adventiste du septième jour,.
L'ésotériste Franz Bardon dans une nouvelle autobiographique dénonce certaines loges maçonniques pour leur pratiques de l'assassinat rituel et du satanisme.

## Dans le monde

### Belgique
- Ordre luciférien initiatique (OLI)
- Église universelle de Lucifer,
- Église belge de Satan (EBS)[22]

### France
Une étude menée par la Mission interministérielle de vigilance et de lutte contre les dérives sectaires, dont quelques éléments ont été rendus publics en mars 2008, estime le nombre d'adeptes de la mouvance satanique toutes branches et chapelles confondues à 25 000 personnes dont 80 % sont âgés de moins de 21 ans, chiffre qui mène à une polémique, puisque Olivier Bobineau maître de conférence et enseignant à l’Institut catholique de Paris le conteste, ne dénombrant qu'une centaine de satanistes avérés en France selon lui.

### Jordanie
En 2016, un groupe de rock libanais (Mashrou'Leila) fut interdit de concert à Amman, accusé de promouvoir le «satanisme» et l'homosexualité. Des autorités levèrent ensuite la sanction avec un délai trop court pour organiser ce concert.

### Nigeria
En 2020, une église ou synagogue (nommée The Assemblies of Light Bearer Greater Church of Lucifer) est saccagée à Ohafia, dans l’État d'Abia, son dirigeant fondateur est arrêté pour incendie et/ou non-respect de règles relatives au COVID,.

### U.S.A
En 1991, Ingrid Carlander  note que « Depuis des années, les Etats-Unis sont en proie à l’obsession du satanisme. »
Selon Claire Levenson, aux États-Unis d'Amérique une hystérie anti-sataniste, une «panique sataniste», a été instrumentalisé par le christianisme conservateur.

#### Temple de Set
Le Temple de Set est un ordre initiatique de satanisme « séthianiste ».

#### Joie de Satan
La Joie de Satan ou Joy of Satan (JoS)  est un site Web et une organisation occulte ésotérique occidentale fondée en 2002 par Maxine Dietrich (Andrea Maxine-Dietrich).
Les membres croient que Satan est le "vrai père et Dieu créateur de l'humanité", dont le désir était que ses créations et l'humanité soient élevées par la connaissance et la compréhension.  Ils croient que le dieu judéo-chrétien, et aussi le dieu islamique, sont en fait un ennemi maléfique de l'humanité travaillant avec les Juifs.
Joy of Satan prétend que les démons sont en fait des dieux païens qui ont créé l'humanité.

### Articles
- Alexis Mombelet, 
  - La blandice de Satan. Les satanismes dans le métal, revue Sociétés, n°88 (2), pp. 139-145, 2005.
  - Entre métanoïa et paranoïa : Approches sociologique et médiatique du satanisme en France, revue Social Compass, numéro 56(4), pp. 530-540, décembre 2009.
- Pierre Mayol, « Religiosité, satanisme et gothisme chez les jeunes », Agora débats/jeunesses, 2007/4 (N° 46), p. 86-94. DOI : 10.3917/agora.046.0086. URL : https://www.cairn.info/revue-agora-debats-jeunesses-2007-4-page-86.htm

### Vidéo
- François Angelier parle du satanisme et de « Là-bas » de Huysmans.[source insuffisante]